# 29428 Ettoremajorana
29428 Ettoremajorana è un asteroide della fascia principale. Scoperto nel 1997, presenta un'orbita caratterizzata da un semiasse maggiore pari a 1,9544439 UA e da un'eccentricità di 0,0910613, inclinata di 22,35759° rispetto all'eclittica.